# Evolvulus lagopodioides
Evolvulus lagopodioides är en vindeväxtart som beskrevs av Carl Daniel Friedrich Meisner. Evolvulus lagopodioides ingår i släktet Evolvulus och familjen vindeväxter. Inga underarter finns listade i Catalogue of Life.